# Низьковитратна перехідна траєкторія
Низьковитратна перехідна траєкторія (НПТ) — маршрут у космосі, який дозволяє космічним апаратам змінювати орбіти, використовуючи дуже мало палива. Ці маршрути працюють у системі Земля — Місяць, а також в інших системах, наприклад, між супутниками Юпітера. Недоліком таких траєкторій є те, що найчастіше для їх завершення потрібно значно більше часу, ніж для траєкторій із вищими енергіями (з більшими витратами палива), таких як траєкторії Гомана.
Низьковитратні перехідні траєкторії також відомі як граничні траєкторії слабкої стійкості або траєкторії балістичного захоплення. Вони пролягають у космосі особливими шляхами, іноді званим міжпланетною транспортною мережею. Ці траєкторії дозволяють пройти найбільшу відстань із найменшими змінами орбітальної швидкості.
- Хітен[en] Японського агентства аерокосмічних досліджень (JAXA);
- Смарт-1 Європейської космічної агенції (ESA);
- Genesis НАСА[3];
- GRAIL НАСА[4][5].

Намічені експедиції з використанням НПТ:
- European Student Moon Orbiter[en] (ESMO)
- Mars Direct

## Історія
Вперше НПТ до Місяця продемонстровано 1991 року японським космічним апаратом Хітен. Спочатку апарат призначався для досліджень навколомісячного простору та вивчення аеродинамічного гальмування на високоеліптичній орбіті, де він міг наблизитися до Місяця. На першому витку Hiten випустив на навколомісячну орбіту міні-зонд Hagoromo. Можливо, Hagoromo успішно вийшов на місячну орбіту, але про це нічого не відомо, через вихід з ладу його радіопередавача. Едвард Белбрано і Джеймс Міллер із Лабораторії реактивного руху чули про невдачу і допомогли врятувати місію, розробивши траєкторію балістичного захоплення, яка б дозволила основному зонду Хітен вийти на місячну орбіту. Ця траєкторія використовувала теорію слабкої стійкості і вимагала лише незначного відхилення швидкості космічного апарата, що рухався високоеліптичною орбітою, достатньо малого, щоб бути досягнутим двигунами зонда. Ця траєкторія привела зонд до гравітаційного (балістичного) захоплення на тимчасову місячну орбіту з характеристичною швидкістю орбітального маневру Δv ≈ 0, яке, проте, тривало п'ять місяців замість необхідних для траєкторії Гомана трьох діб.

## ЗниженняΔv
Використання НПТ під час руху від навколоземної орбіти до орбіти супутника Місяця дозволяє досягти економії палива до 25 %, порівняно з традиційною ретроградною трансмісячною ін'єкцією, та подвоїти корисне навантаження . Роберт Фаркуар описав дев'ятиденний маршрут від низької навколоземної орбіти до балістичного захоплення Місяцем космічного апарата зі швидкістю 3,5 км/с. Маршрут Едварда Белбрано від низької навколоземної орбіти з використанням трансмісячної ін'єкції потребує швидкості космічного апарата 3,1 км/с. Так можна досягти зниження швидкості на Δv ≈ 0,4 км/с. Втім, цей маршрут дає не дуже значне зниження швидкості орбітального маневру, яке спричинило б значну вигоду, порівняно з використанням етапу з обмеженим перезапуском або тривалою орбітальною стійкістю, яка може потребувати для захоплення космічного апарата з окремою головною руховою установкою.
Для рандеву з марсіанськими місяцями економія становить 12 % для Фобоса та 20 % для Деймоса. Метою є рандеву, оскільки на стійких псевдоорбітах навколо марсіанських місяців мало часу проходить у межах 10 км від поверхні.